# Cmentarz wojenny nr 381 – Wieliczka
Cmentarz wojenny nr 381 – Wieliczka – austriacki cmentarz wojenny z okresu I wojny światowej wybudowany przez Oddział Grobów Wojennych C. i K. Komendantury Wojskowej w Krakowie i znajdujący się na terenie jego okręgu XI Twierdza Kraków. 
Jest to kwatera na terenie cmentarza komunalnego w Wieliczce przy ul. Piłsudskiego, w środkowej jego części. Zbudowany został na planie prostokąta. Otoczony jest murem, którego południowo-wschodnia, krótsza, ściana jest równocześnie wysokim pomnikiem w formie antycznego ołtarza, na którym widnieje łaciński napis:
PRO-PATRIA

MORTUIS

1914     1918
a pod nim znajduje się rzeźba wieńca laurowego. Pola grobowe położone są wzdłuż muru na prawo i lewo od wejścia oraz wzdłuż muru z pomnikiem. Pochowano na nim w 93 grobach: 78 (lub 83) żołnierzy armii austro-węgierskiej, 7 żołnierzy armii niemieckiej oraz 8 żołnierzy armii rosyjskiej. Nie zidentyfikowano 41 żołnierzy. Cmentarz projektował Hans Mayr.
Pola grobowe zajmowały także centralą część cmentarza, obecnie w tym pasie znajdują się współczesne mogiły żołnierzy Wojska Polskiego poległych w kampanii wrześniowej, osób cywilnych – ofiar terroru hitlerowskiego oraz mogiły żołnierzy Armii Czerwonej z okresu II wojny światowej. Pośrodku cmentarza postawiono, w 1945 roku, niewielki obelisk z napisem:

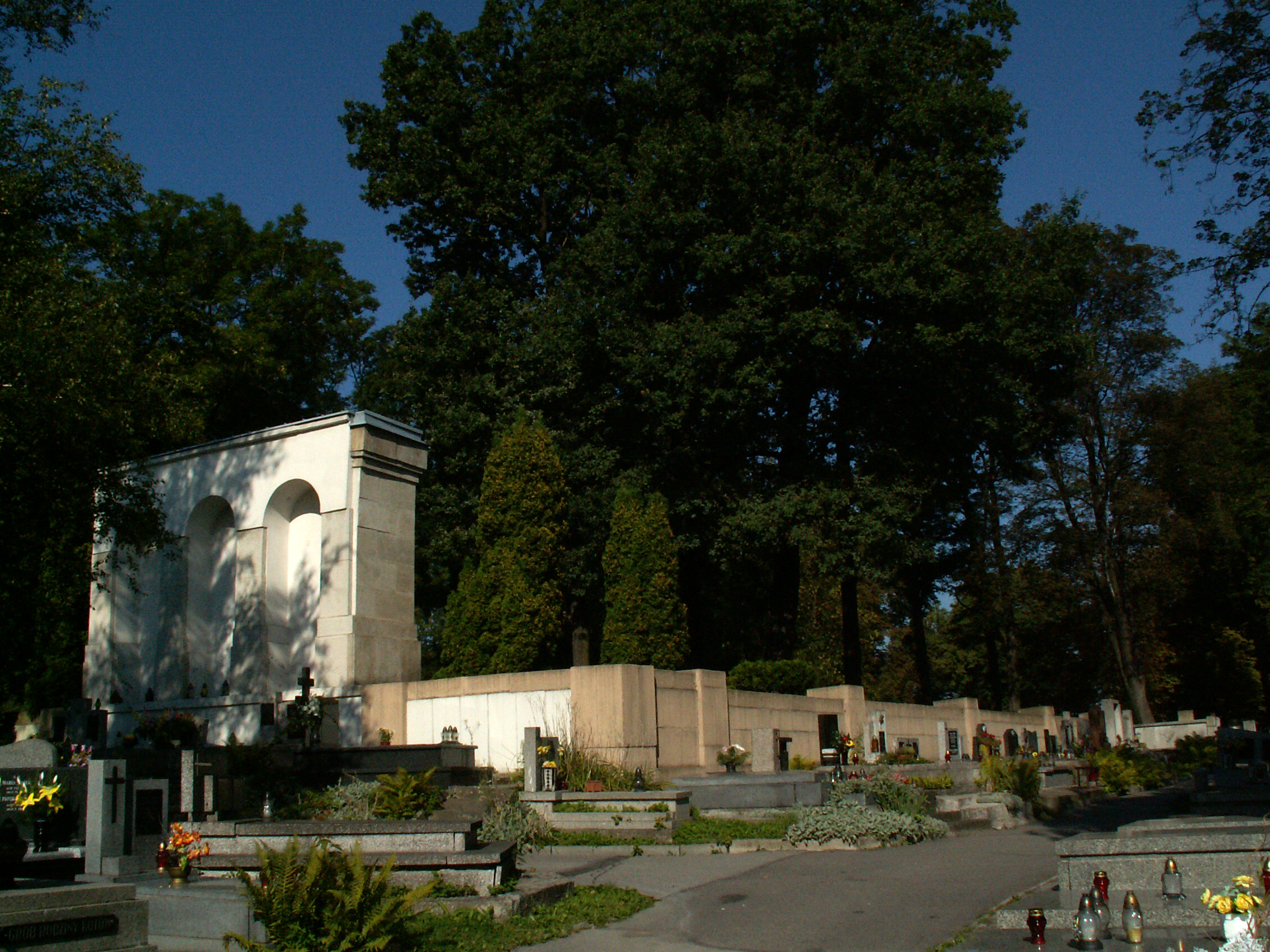
Widok ogólny
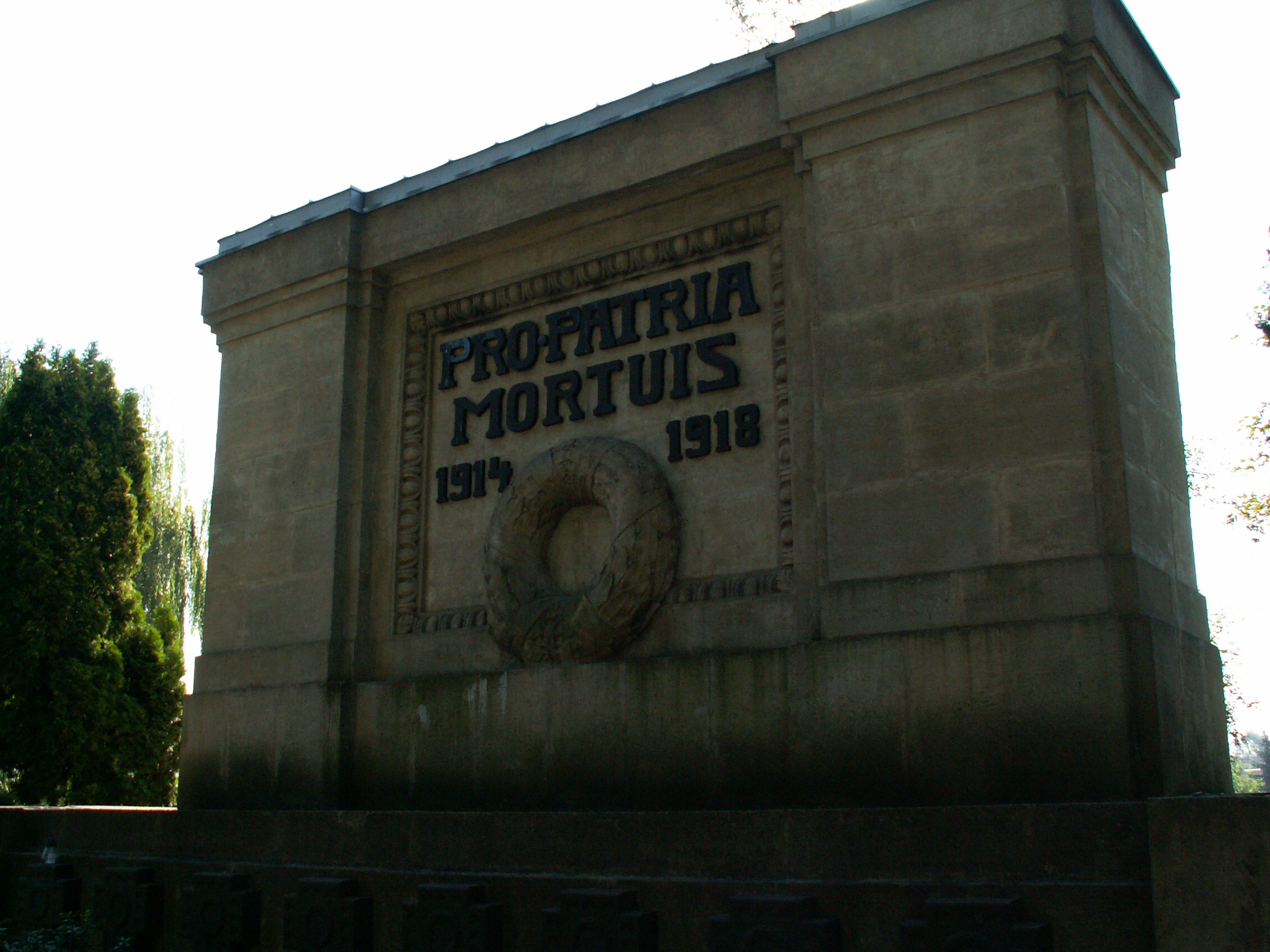
Pomnik
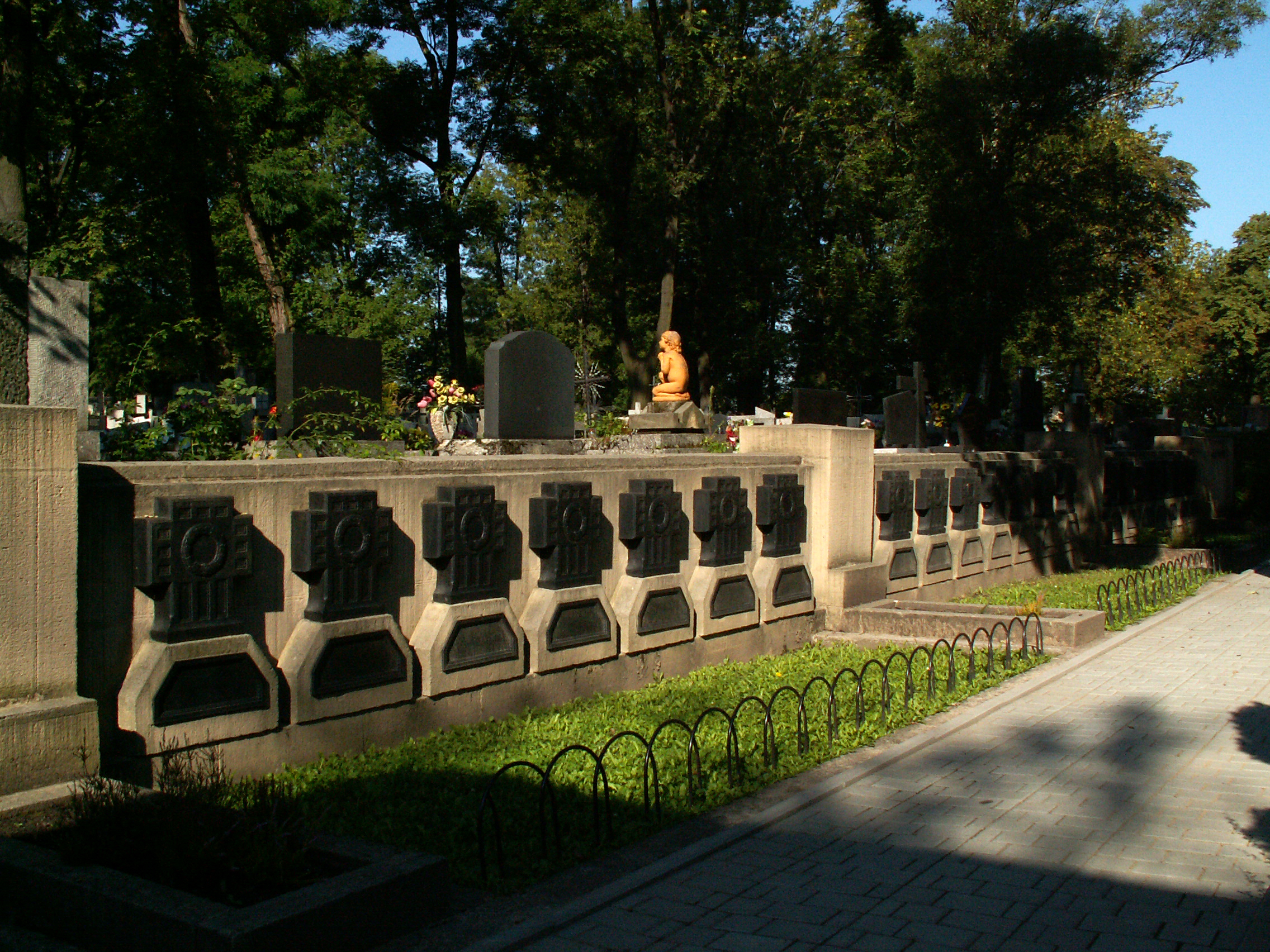
Groby
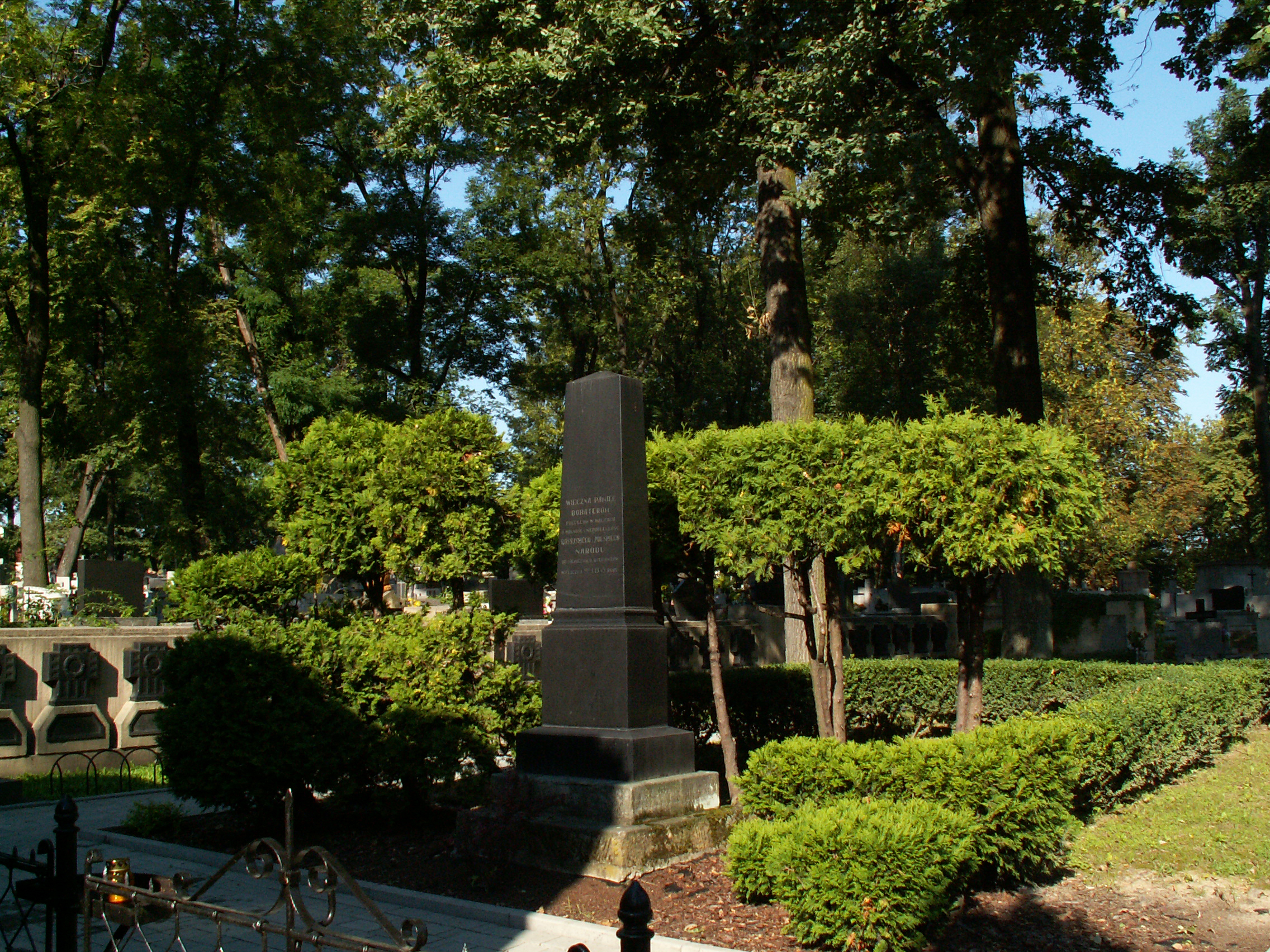
Obelisk

WIECZNA PAMIĘĆ

BOHATEROM

POLEGŁYM W WALKACH

O WOLNOŚĆ I NIEPODLEGŁOŚĆ

ROSYJSKIEGO I POLSKIEGO

NARODU

OD NIEMIECKICH OKUPANTÓW

WIELICZKA 22.I.1944 ROKU

- Widok ogólny
- Pomnik
- Groby
- Obelisk